# 和平紀念碑

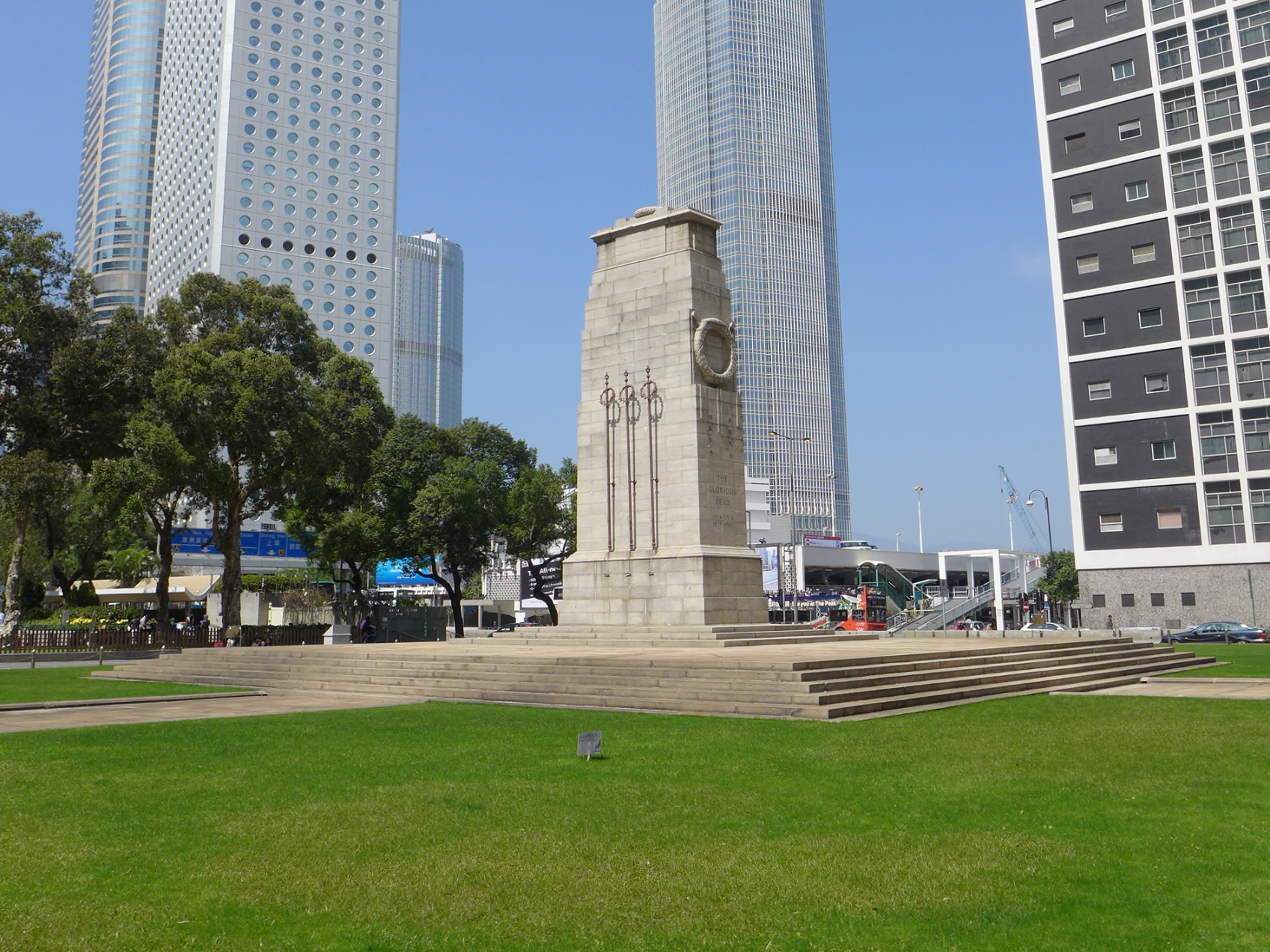
香港和平紀念碑

和平紀念碑（わへいきねんひ、英語: The Cenotaph）は香港の慰霊碑である。中環（セントラル）遮打道（チャーター・ロード）に位置し、1923年5月25日に建てられた。元々は第一次世界大戦の軍人の慰霊碑だったが、現在は第二次世界大戦、および香港の戦いの全犠牲者の慰霊碑になった。和平紀念碑は2013年から香港法定古蹟にリスト入りしている。